# قرار مجلس الأمن التابع للأمم المتحدة رقم 1331
قرار مجلس الأمن التابع للأمم المتحدة رقم 1331، المتخذ بالإجماع في 13 كانون الأول / ديسمبر 2000، بعد إعادة التأكيد على جميع القرارات المتعلقة بالحالة في قبرص، بما في ذلك القرار 1251 (1999)، مدد المجلس ولاية قوة الأمم المتحدة لحفظ السلام في قبرص لستة أشهر حتى 15 يونيو 2001.
وأشار مجلس الأمن إلى النداء الوارد في تقرير الأمين العام كوفي عنان للسلطات في قبرص وشمال قبرص للتصدي بشكل عاجل للوضع الإنساني المتعلق بالمفقودين. ورحب المجلس أيضا بالجهود المبذولة لتوعية أفراد حفظ السلام التابعين للأمم المتحدة بالوقاية من فيروس نقص المناعة البشرية / الإيدز والأمراض الأخرى ومكافحتها.
وبتمديد ولاية قوة الأمم المتحدة لحفظ السلام في قبرص، طلب القرار إلى الأمين العام أن يقدم تقريراً إلى المجلس بحلول 1 حزيران / يونيو 2001 عن تنفيذ القرار الحالي. كما حث الجانب القبرصي التركي على إنهاء القيود التي فُرضت في 30 حزيران / يونيو 2000 على عمليات قوة الأمم المتحدة المؤقتة في قبرص وإعادة الوضع العسكري إلى ما كان عليه في ستروفيليا.

## روابط خارجية
- نص القرار في undocs.org